# Atherton Hotel at Oklahoma State University
El Hotel Atherton en la Universidad Estatal de Oklahoma, en Stillwater, Oklahoma, originalmente el Union Club, fue construido en 1950.
Es de estilo georgiano. Está dirigido por la Escuela de Administración de Hoteles y Restaurantes de la Universidad Estatal de Oklahoma.
Según el sitio web, se denominó el "Waldorf del Oeste" cuando se inauguró en 1950, y "fue el primer hotel especialmente diseñado ubicado en una Unión de Estudiantes universitarios". Fue construido con 81 habitaciones y suites y contó con "un servicio de ascensor automático, sistema de circulación de agua helada y estacionamiento adyacente".
Se renovó "desde el vestíbulo hasta el techo" entre 2001 y 2004, y se reabrió como "El hotel Atherton en OSU" en honor a Bill Atherton, un graduado de OSU que fue el principal donante y dirigió la recaudación de fondos para la restauración.
El restaurante Ranchers Club se inauguró en 2005. fue incluido en el Registro Nacional de Hoteles Históricos de América en 2005.
En 2014, se inició una nueva renovación "del espacio interiorl, que pasó de 81 a 69 habitaciones, un movimiento que subrayó la intención de operar un hotel de servicio completo estilo boutique que mejoraría tanto el campus como las iniciativas académicas de su Escuela de Administración de Hoteles y Restaurantes". Eso fue identificado como un proyecto de $ 20 millones cuando estaba a punto de completarse en febrero de 2016.

## Huéspedes
Entre otros, se alojaron los presidentes de EE. UU. Harry S. Truman, Gerald Ford, Jimmy Carter, Ronald Reagan y George HW Bush. Otros fueron: Bob Hope, Vincent Price, Will Rogers Jr., Faith Hill, Sinbad, Joe Lieberman, Wilt Chamberlain, Coretta Scott King, Haile Selassie, Nolan Ryan, Shaquille O'Neal, Woody Harrelson y Bill Nye.